# Piotrowo (rejon stołpecki)
Piotrowo (biał. Пятрова, Piatrowa; ros. Петрово, Pietrowo) – chutor na Białorusi, w obwodzie mińskim, w rejonie stołpeckim, w sielsowiecie Litwa.

## Warunki naturalne
Piotrowo położone jest w Puszczy Nalibockiej, w pobliżu Nalibockiego Rezerwatu Krajobrazowego.

## Historia
W dwudziestoleciu międzywojennym leżało w Polsce, w województwie nowogródzkim.
W czasie II wojny światowej 1 mieszkaniec miejscowości dołączył do Zgrupowania Stołpeckiego Armii Krajowej.
Po II wojnie światowej w granicach Związku Sowieckiego. Od 1991 w niepodległej Białorusi.